# Abai Tasbolatov
Abai Bolekbaiuly Tasbolatov (en kazajo: Абай Бөлекбайұлы Тасболатов, nacido el 21 de septiembre de 1951) es un político kazajo, teniente general de las Fuerzas Armadas de Kazajistán, comandante de la Guardia Republicana de 2006 a 2011 y miembro de Mazhilis desde 2012.

## Biografía
Nacido en el pueblo de Nikolaevka, Tasbolatov se graduó del Instituto Militar de las Fuerzas Terrestres de Kazajistán en 1973. Hasta 1980, se desempeñó como comandante de un pelotón, luego una compañía de la Escuela Superior de Comando de Armas Combinadas de Alma-Ata. De 1980 a 1983 fue alumno de la Academia Militar Frunze. En 1983, Tasbolatov se convirtió en profesor en el Instituto Militar de la Fuerza Terrestre de Kazajistán, donde luego se desempeñó como comandante de batallón de 1986 a 1991. Ese mismo año, Tasbolatov se convirtió en profesor titular.
De 1991 a 1992, fue jefe del departamento de instituciones educativas militares y capacitación previa al servicio militar obligatorio de la sede del Comité de Defensa del Estado de Kazajistán. De 1992 a 1997, Tabsolatov se desempeñó como jefe del Instituto Militar de las Fuerzas Terrestres de Kazajistán. En 1997, se convirtió en director de la Academia Militar de las Fuerzas Armadas de Kazajistán.
En 2000, Tasbolatov se graduó de la Academia Militar del Estado Mayor General de las Fuerzas Armadas de Rusia. De 2002 a 2006, se desempeñó como Viceministro de Defensa de Kazajistán. Del 23 de enero de 2006 al 23 de noviembre de 2011, Tasbolatov fue comandante de la Guardia Republicana.
En 2007, aprobó cursos de actualización en la Escuela de Políticas Públicas Lee Kuan Yew de la Universidad Nacional de Singapur.
Tasbolatov fue elegido miembro de Mazhilis en las elecciones legislativas de Kazajistán de 2012 en la lista del partido Amanat. Después de que Dariga Nazarbayeva fuera nombrada miembro del Senado de Kazajistán, Tasbolatov la sucedió como vicepresidenta de Mazhilis desde el 11 de septiembre de 2015 hasta la disolución del Parlamento el 20 de enero de 2016. El 25 de marzo de 2016, se convirtió en miembro del Comité de Asuntos Internacionales, Defensa y Seguridad de los Mazhilis.